# This Is Love (canção de Demy)
This Is Love é uma canção da cantora Demy. Ela irá representar a Grécia no Festival Eurovisão da Canção 2017.